# XXIX століття
XXIX століття — за григоріанським календарем проміжок часу між 1 січня 2801 і 31 грудня 2900.

## Очікувані астрономічні події

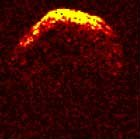
Астероїд (29075) 1950 DA, який може з високою часткою ймовірності зіткнутися з Землею 16 березня 2880 року.

- 16 грудня 2846 року відбудеться проходження Венери перед диском Сонця.
- 16 грудня 2854 року відбудеться часткове проходження Венери перед диском Сонця.
- 16 березня, 2880 року є велика імовірність зіткнення з Землею астероїда (29075) 1950 DA. Ймовірність зіткнення астероїда із Землею на цей момент оцінюється як 1:300 (найбільш висока ймовірність зіткнення із Землею серед всіх астероїдів). Маса астероїда складає три мільярди тонн, а його діаметр — 1,4 кілометра. У разі зіткнення людську цивілізацію чекають катастрофічні наслідки через різкі зміни в біосфері і глобальні зміни клімату.